# Bernardo Bello
Bernardo Bello Pimentel Barboza (7 de agosto de 1980), é um bicheiro, contraventor brasileiro. Um dos principais nomes da história recente do jogo do bicho e de máquinas caça-níquel no Rio de Janeiro.

## Biografia
Bernardo Bello casou-se com Tamara Harrouche Garcia, filha do falecido bicheiro Waldermir Paes Garcia, o Maninho. Aos poucos passou a disputar o controle dos negócios da família do sogro. Por conta desta disputa Bernardo é acusado pelas autoridades de ser o mandante de vários crimes  com o intuito assumir o comando e a liderança do grupo; crimes tais como assassinatos, lavagem de dinheiro e organização criminosa.
Entre os rivais de Bello assassinados estão: o contraventor Alcebíades Paes Garcia, o Bid Garcia, irmão mais velho de Maninho; e Mirinho Garcia, filho mais novo de Maninho. Bello inicialmente foi considerado suspeito de também  ser o mandante da tentativa de assassinato de Shanna Garcia, filha de Maninho, em 2019; todavia a polícia não conseguiu concluir quem foi o mandante. Bernardo também chegou a ser preso e extraditado pela Interpol, na Colômbia, acusado de matar Bid; porém ele foi solto por obter um habeas corpus no Brasil, em decisão do Superior Tribunal de Justiça (STJ).
Segundo o Grupo de Combate ao Crime Organizado (Gaeco), do Ministério Público, Bernardo Bello teria adquirido ou vendido diferentes tipos de bens com o objetivo de efetuar a lavagem de dinheiro oriundo se suas atividades ilícitas.
Bernardo Bello acusou de querer matá-lo o contraventor Rogério Andrade, seu rival nas disputas por áreas de jogo de bicho e outros negócios. Bello também afirmou que Rogério é o principal culpado dos crimes do qual ele é acusado. Segundo Bernardo, Rogério estaria usando uma tentativa de delação premiada, feita por Júlia Lotufo, viúva do ex-capitão do Batalhão de Operações Policiais Especiais Adriano Magalhães da Nóbrega, para acusá-lo de crimes praticados pelo rival; todavia tal colaboração não foi aceita pela Justiça.
Posteriormente Bernardo acabou se enfraquecendo em seus negócios com a perda de aliados, pois alguns foram assassinados e outros mudaram de lado; por esta razão, acuado, Bernardo teria passado o controle de 47 pontos de apostas para Rogério de Andrade em bairros da Zona Norte e Zona Sul do município do Rio de Janeiro.
Seguindo a tradição praticada pela maioria grandes bicheiros do Rio de Janeiro, Bernardo Bello também desenvolveu uma forte ligação com as escolas de samba cariocas; chegando a ocupar por um determinado período o cargo de presidente de honra do Grêmio Recreativo Escola de Samba (G.R.E.S.) Unidos de Vila Isabel. Para alcançar o cargo na Vila Isabel ele foi apoiado por Capitão Guimarães, patrono da Escola e membro antigo da cúpula do jogo do bicho. Mas Bernardo se afastou da escola logo após o assassinato de Mirinho.
Desde o fim de novembro de 2022, Bernardo passou a ser considerado foragido pela justiça, nos processos dos quais ele é citado.
Em delação premiada para a Polícia Federal do Brasil, Ronnie Lessa ex-policial militar que confessou ser o assassino da vereadora do Rio de Janeiro Marielle Franco, afirmou que Bernardo Bello o contratou para executar a ex-presidente da escola de samba Acadêmicos do Salgueiro Regina Celi, meses antes dele realizar o crime contra a citada vereadora.